# Ratpenat de cua de beina de nas punxegut
El ratpenat de cua de beina de nas punxegut (Taphozous georgianus) és una espècie de ratpenat de la família dels embal·lonúrids. És endèmic d'Austràlia.